# Hayate (cacciatorpediniere)
L'Hayate (疾風? lett. "Bufera"), sino al 1º agosto 1928 denominato 13-Gō kuchikukan (第13駆逐艦? lett. "cacciatorpediniere Numero 13"), è stato un cacciatorpediniere della Marina imperiale giapponese, nona e ultima unità della classe Kamikaze. Fu varato nel marzo 1925 dal cantiere navale della Ishikawajima a Tokyo. Fu affondato l'11 dicembre 1941 dal fuoco di batterie costiere statunitensi all'inizio della battaglia dell'Isola di Wake e divenne così la prima nave di superficie giapponese a essere perduta nel corso delle operazioni contro gli Alleati in Asia orientale.

## Servizio operativo
Il cacciatorpediniere Hayate fu ordinato nell'anno fiscale edito dal governo giapponese nel 1923, inizialmente indicato come "cacciatorpediniere Numero 13" (in lingua giapponese 13-Gō kuchikukan). La sua chiglia fu impostata nel cantiere navale della Ishikawajima, a Tokyo, già l'11 novembre 1922 e il varo avvenne il 23 marzo 1925; fu completato il 21 novembre dello stesso anno e il 1º agosto 1928 assunse il suo nome definitivo, avendo la Marina imperiale abbandonato alla data il sistema di nomenclatura del naviglio leggero con soli numeri.
Tra il 1940 e il 1941 l'Hayate, allora al comando del capitano di corvetta Monoru Takatsuka, fu assegnato alla 29ª Divisione cacciatorpediniere con i gemelli Oite (nave ammiraglia), Asanagi e Yunagi; la divisione dipendeva dalla 6ª Squadriglia del contrammiraglio Sadamichi Kajioka, che a sua volta era agli ordini della 4ª Flotta del viceammiraglio Shigeyoshi Inoue.
Operativo alla grande baseo aeronavale di Truk dal novembre 1941, il 21 del mese, nell'imminenza dello scoppio della guerra nel teatro del Pacifico, l'Hayate ebbe ordini che lo destinarono alla squadra navale giapponese incaricata di catturare l'Isola di Wake, piccolo possedimento statunitense nel Pacifico centrale. Il 29 novembre l'Hayate seguì la divisione d'appartenenza e il resto dello squadrone da Truk sino alla rada dell'atollo Kwajalein, raggiunta il 3 dicembre: qui si assemblò la forza d'invasione, dalla quale furono esclusi l'Asanagi e lo Yunagi dirottati alle isole Gilbert. L'8 dicembre la formazione, alla guida del contrammiraglio Kajioka, lasciò Kwajalein e si presentò la mattina dell'11 dicembre dinanzi all'isola da sud-ovest: mentre tre incrociatori aprivano il fuoco, i cacciatorpediniere si disposero intorno a essa per prepararsi ad appoggiare i reparti da sbarco nipponici. Rimaste in silenzio per far avvicinare maggiormente le unità giapponesi, intorno alle 06:15 le batterie costiere statunitensi aprirono il fuoco sul nemico; a una distanza dalla costa di 3600 metri l'Hayate si ritrovò sotto il tiro di due cannoni da 127 mm dislocati sull'isolotto di Wilkes e, verso le 06:52, fu centrato dalla terza salva verso poppa, molto probabilmente ai tubi lanciasiluri carichi: il cacciatorpediniere esplose fragorosamente e si inabissò nel giro di due minuti, senza superstiti tra l'equipaggio eccettuato un solo marinaio. Gli altri 167 uomini e il comandante Takatsuka perirono nel disastro.
L'Hayate fu poi cancellato dai registri navali giapponesi il 15 gennaio 1942.